# Осінні квіти
«Осінні квіти» — український телевізійний серіал 2009 року режисера Ахтема Сеітаблаєва. Мелодрама.

## Сюжет
Стефанія отримує приз за документальний фільм про долю колись популярної актриси Едіт Береш на фестивалі у Парижі...

## У ролях
- Вікторія Ісакова
- Світлана Немоляєва
- Людмила Чурсіна
- Олена Захарова
- Олексій Кортнєв
- Анна Кузіна

## Творча група
- Сценарій: Ірен Роздобудько
- Режисер: Ахтем Сеітаблаєв
- Оператор: Володимир Гуєвський
- Композитор: Ігор Стецюк